# Lwei
Lwei – moneta zdawkowa używana w latach 1977–1999 w Angoli jako równowartość 1/100 kwanzy.
Od 1977 do 1990 w obiegu znajdowała się moneta 50 lwei, początkowo była wymienialna w kursie 1:1 z dawną monetą zdawkową centavo. Wybijano ją w seriach z 1977 (oznaczona jako 11 listopada 1975) i 1979 roku. Lwei zlikwidowano wskutek wysokiej inflacji w 1999 roku. Formalnie od 1999 roku kwanza dzielona jest na 100 centymów, jednak nie wybija się żadnych monet centymowych. Nazwa pochodzi od rzeki Lwei, dopływu Kuanzy.